# 凯尔采隔都
凯尔采隔都（波蘭語：getto w Kielcach）是1941年由党卫队创立的犹太人隔都，位于1939年9月4日被德军占领的原波兰第二共和国凯尔采市。1939年德国-苏联入侵波兰之前，凯尔采是凯尔采省的首都。德国人将这座城市纳入了半殖民总督府的拉多姆区（Distrikt Radom）。隔都于1942年8月清场，超过21,000名受害者（男人，女人和儿童）被驱逐至特雷布林卡灭绝营杀害，另有数千人被面对面枪杀。
凯尔采曾有相规模的犹太人口。当地的犹太社区有两座犹太会堂、一座犹太学院、一间浸禮池、带有陵帐的犹太公墓、一所孤儿院、一所养老院、三所小学、两所高中、一所塔木德学院和一座藏书1万卷的特巴图书馆。犹太人还有许多组织和社团，包括两家体育俱乐部。尽管如此，1930年的经济危机促使许多年轻的犹太人在战争开始之前移民，主要前往美国。

## 隔都历史
1939年9月4日，凯尔采城遭到德国空军轰炸，翌日被德军占领。凯尔采成为新成立的拉多姆区（Distrikt Radom）的县城，自1939年10月26日起由柏林任命的卡尔·拉什管理。一个月后，该区治安由党卫队区队长弗里茨·卡茨曼——臭名昭著的大屠杀罪犯——接班。与其他所有纳入德国波兰总督府领土的城市一样，凯尔采新政府下令在凯尔采建立一个犹太人委员会。委员会由精通德语的医生和前市议员摩西·佩尔茨（Moshe Pelc）领导。1939年12月1日，全体犹太人被命令在外衣上佩戴大卫之星。与此同时，犹太人拥有的工厂被盖世太保没收，交通要道周边的店铺被清除，所有富裕房屋被纳粹官员掠走。大犹太会堂被清空，变成了一座有牢房的仓库。1940年1月，犹太人祈祷会所被认定为非法。

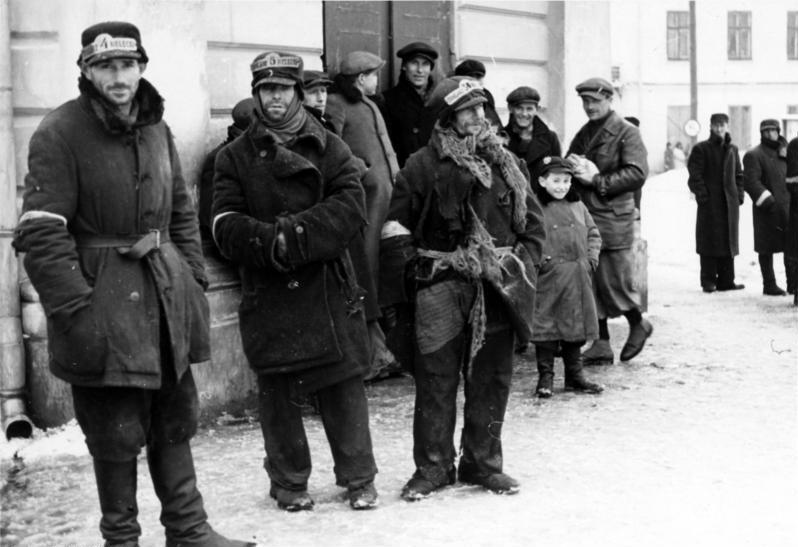
1939年冬天的凯尔采犹太人

1939年9月战争爆发后到1940年3月期间，凯尔采的犹太人口从18,000人增加到25,400人，占所有居民的35％.从德占区其他地方逐出的犹太人在秩序警察的护送下由列车运抵凯尔采。佩尔茨和犹太人委员会为他们提供了力所能及的最好住房，并建立了汤厨房。由于1940年初爆发的斑疹伤寒疫情，一家新诊所开张。
佩尔茨利用他的波兰联系人帮助犹太家庭生存。当时，一般的波兰人口还没有与犹太人分开。此外，犹太人委员会还获得了犹太自助组织JSS和美犹联合救济委员会的克拉科夫分会的物资援助。然而，佩尔茨发现自己无法应对德国的赎金要求，并于1940年8月提出让工业家赫尔曼·莱维（Hermann Levy）接替他的位置。佩尔茨被解雇，一年后因涉嫌与波兰人“合作”而被杀害。利维给社区增加了沉重的税负。1940年10月，36岁的汉斯·德莱希塞尔被任命为凯尔采市长（Stadthauptmann）。德莱希塞尔已经在98公里外的彼得庫夫特雷布納爾斯基成功地将12,000名犹太人置于隔都中。

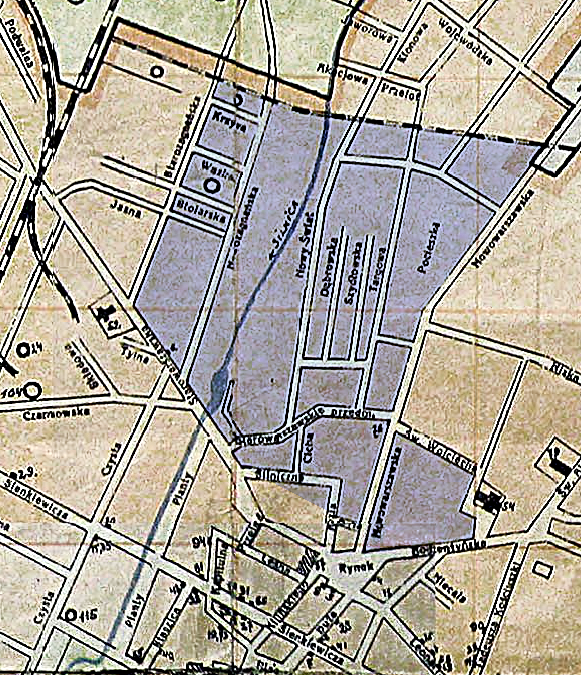
凯尔采隔都的地图，席尔尼察河贯穿其中

1941年3月31日，卡尔·拉什下令建立凯尔采隔都。隔都周围环绕着高栅栏和铁丝网，由警卫看守。德莱希塞尔带来305警察营协助隔都建设。非犹太波兰人被勒令撤出该地区，犹太人获得一周的时间重新安置。隔都沿着华沙街（Nowowarszawska）被分成两部分，席尔尼察河贯穿其中。华沙街以西的部分为“大隔都”，由Orla、Piotrkowska、Pocieszka街道包围；以东的部分为“小隔都”，四周由Bodzentyńska、St. Wojciech街与以St. Wojciech广场包围。隔都大门于1941年4月5日关闭；隔都警察成立时有85名成员，奉命守卫隔都。与此同时，由其他地方驱逐到凯尔采的进一步行动一直持续到1942年8月，此时已有27,000名囚犯挤在隔都。载着犹太家庭的火车从整个凯尔采省乃至维也纳、波兹南和罗兹等地驶来。截至1942年年中，过度拥挤、猖獗的饥饿和斑疹伤寒疫情爆发夺走了4000人的生命。
党卫队在城中设立了一些强制劳动的企业：Hasag手雷厂中有400-500名犹太人制造弹药；路德维希钢厂（战前的路德维库夫铸造厂）中有200-300名奴工，此外还有Henryków木工厂，以及德国战争经济相关的各种工厂。在这些工厂工作的犹太人几乎是隔都清算中仅有的幸存者，能够比隔都的其他犹太人多活两年。Dawid Barwiner和Gerszon Lewkowicz领导的犹太人秘密抵抗运动企图采购武器，但他们基本上没有成功。犹太警察局长Wahan Spiegl 向盖世太保通报了德国金属车间的事件，为起义准备的武器和弹药秘密生产随即戛然而止。

### 杀戮行动

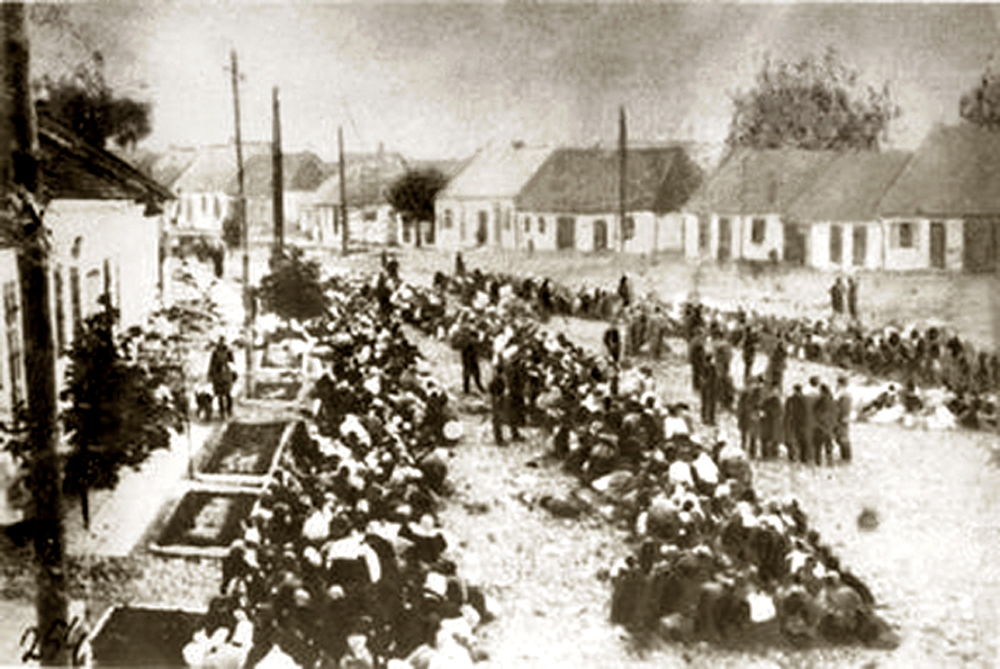
凯尔采隔都清场；Starowarszawska街上的围捕

1942年初的万湖会议启动了最终解决方案，确定了波兰的隔都犹太人的命运。作为波兰境内的犹太人大屠杀最致命的阶段——莱因哈德行动的一部分，凯尔采隔都在三次行动中被根除，前后仅仅五天。第一次隔都清场行动发生在1942年8月20日。在围捕期间，所有无法转移的犹太人——包括病人、老人和残疾人——被当场射杀。大约6,000-7,000人被赶到Okrzei街，随即运往特雷布林卡灭绝营，其中大多数是妇女和儿童。在四天之内，包括犹太医院病人在内的1,200人被面对面地枪杀，20,000至21,000名犹太人被带入待命的大屠杀列车，被送往特雷布林卡，并在毒气室杀害。到1942年8月24日晚，隔都只剩下2000人。
活下来的犹太技术工人都住在Stolarska和Jasna街的劳改营中，其中包括犹太人委员会成员、列维和他的家人、以及犹太警察。大屠杀幸存者亚当·赫尔凡德等一些犹太人被迫收集隔都清场时遇害的囚犯尸体，并参与在犹太人公墓挖掘乱葬坑。赫尔凡德记得德国勒令他们在埋葬尸体前扒光死者衣物，并目睹了惊恐的犹太人在死亡之痛中从尸体口中拔出金牙。
劳改营运作了几个月，为仍在运营的德国工厂提供奴工。1943年5月，一些来自凯尔采的犹太囚犯被带到斯塔拉霍維采、斯卡日斯科-卡緬納、皮翁基和布里津的强迫劳改营。1943年5月23日，德国警察集合了45名留在清场营地的犹太儿童，将他们带到帕科什公墓射杀。被害儿童的年龄从15个月到15岁不等。1943年9月，随着苏军战线前线向西推进，凯尔采奴隶劳动设施的剩余部分逐渐被废弃。剩余的技术工人被送往奥斯威辛集中营、并进一步前往布痕瓦尔德，其中包括未来的加拿大艺术家葛尔松·伊斯克维茨。苏联红军于1945年1月15日进入凯尔采。自19世纪中叶以来存在于凯尔采的充满活力的犹太社区几乎彻底灭绝。

## 逃生和救援

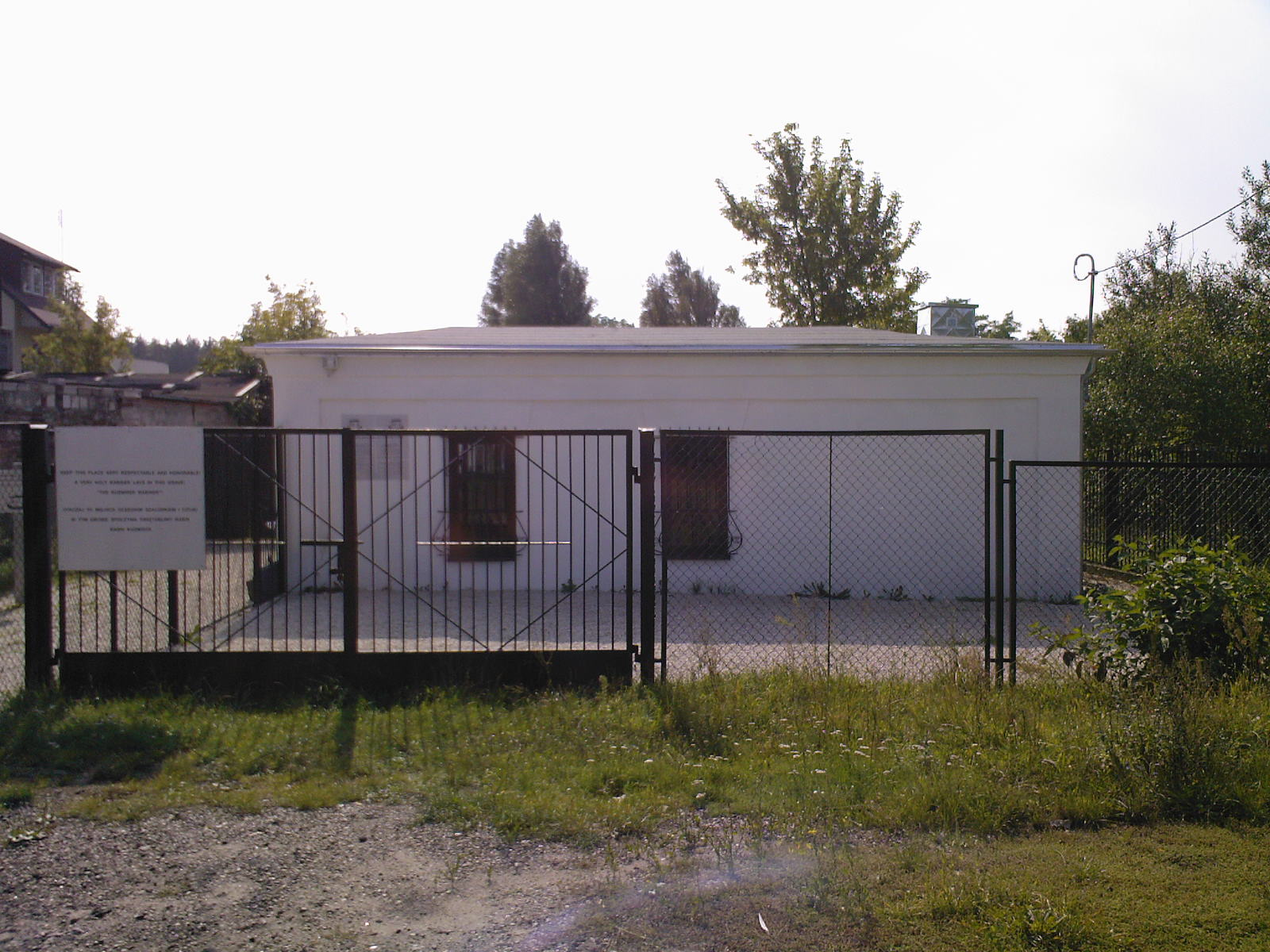
莫德哈伊·库兹米日（Mordechai Kuzmirer）拉比在凯尔采的陵帐。库兹米日是切尔诺贝利朝的讲经人（犹太教）莫德哈伊·特尔斯基拉比的曾孙。

凯尔采隔都修建时，波兰义人列昂·什利文斯基（Leon Śliwiński）14岁，被德国人赶出了自家在Leśna街上的住宅。他常常秘密返回住址，向隔都犹太人出售面包和肉类。列昂遇到了他的朋友，12岁的大卫·弗里德曼（Dawid Friedman）。大卫的父母已经去世，看护人罗森伯格先生（Rozenberg）请求列昂救助大卫。大卫和列昂登上火车前往列昂父母居住的達萊希采。大卫改名为齐格蒙特·什利文斯基（Zygmunt Śliwiński），作为来自华沙的“堂兄弟”成为家庭的一员，在战争中幸存。然而大卫的姐姐和她的波兰救援人员未能幸免：她在第二轮救援行动中被偷运出隔都，然而庇护她的家人被德国警方抓获并杀害。在德占波兰，援助犹太人的行为一经发现将遭遇死刑，处罚是纳粹在欧洲的所有占领国中最严厉的。

## 战后
战争结束后，大卫·弗里德曼留在凯尔采，住在Planty街7号难民中心的一座由锡安主义联盟运营的孤儿院。1946年7月4日，难民中心遭遇反犹骚乱，37名（一说40名）波兰犹太人遇难，其中其中17-21人仍然身份不明；另有2名波兰人身亡。根据国家记忆研究院的官方调查结果，受害者中有11人被军用突击步枪射杀，还有11人被刺刀刺伤，意味着斯大林主义的军队直接参与了骚乱。弗里德曼搬到克拉科夫，然后迁居赫扎努夫学会了意第绪语，于1947年移民到以色列。1991年，列昂的父亲波列斯瓦夫·什利文斯基（Bolesław Śliwiński，1949年逝世）与母亲列昂尼娜·什利文斯卡（Leonia Śliwińska，旧姓Berendt, 1978年逝世）被以色列追授义人头衔。列昂本人于1993年5月23日在华沙获得了义人头衔。1996年，大卫邀请列昂到以色列。他们很高兴看到对方。当被问及为什么冒着生命危险拯救大卫时，列昂回答道：“我只是想让他活下去。我知道所有其他人正被逐向死亡。”列昂·什利文斯基于2012年2月12日在凯尔采去世。